# 조선건국준비위원회 위원장
조선건국준비위원회 위원장(朝鮮建國準備委員會委員長)은 한반도에서 광복절이 도래한 1945년 8월 15일에서부터 같은 해 1945년 9월 7일까지 한국의 군정기에 남조선과도정부와 북조선인민위원회에서 각각 공동적으로 성립된 조선건국준비위원회라는 조선건국준비위원회의 위원장을 뜻한다.

## 배경과 체제
미 군정 남조선 과도정부(美 軍政 南朝鮮 過渡政府)와 소련 군정 북조선(蘇聯 軍政 北朝鮮)에서는 각각으로 건국준비위원회(建國準備委員會)라는 과도정부 임시기구단체가 자체 공동 성향 성립이 되어 있었는데 미 군정 남조선 과도정부에서는 건준위 위원장이 3명을 거쳐갔고 소련 군정 북조선에서는 건준위 위원장이 1명 체제를 지속하였는데 미 군정 남조선 건국준비위원회 위원장은 양재하(梁在廈) 위원장 직무대행 임시서리를 끝으로 남조선 건준위 위원장 직위 체제가 전격 종결되었고 소련 군정 북조선 건국준비위원회 위원장은 아무런 사퇴 혹은 교체가 없이 조만식(曺晩植) 위원장을 처음이자 끝으로 북조선 건준위 위원장 직위 체제가 전격 종결되었다.

## 남조선건국준비위원회

### 위원장
- 초대: 여운형 (재임: 1945년 8월 15일 ~ 1945년 9월 7일)
- 직무대리(제1부위원장): 안재홍 (재임: 1945년 9월 3일 ~ 1945년 9월 6일)
- 직무대행 임시서리(제2부위원장): 양재하 (재임: 1945년 9월 6일 ~ 1945년 9월 7일)

## 북조선건국준비위원회

### 위원장
- 초대: 조만식 (재임: 1945년 8월 15일 ~ 1945년 9월 7일)

## 같이 보기
- 조선인민공화국의 국가부원수 겸 국가원수 권한대행
- 대한민국의 국가재건최고회의 의장
- 대한민국의 국가보위비상대책위원회 위원장